# Eddie Murphy (patinador)
Eddie Murphy   (La Crosse, 1 de febrer de 1905 - Bellwood, 20 de setembre de 1973) va ser un patinador de velocitat estatunidenc que va competir durant les dècades de 1920 i 1930.
El 1928 va prendre part en els Jocs Olímpics de Sankt Moritz, on disputà tres proves del programa de patinatge de velocitat. Fou cinquè en els 1.500 metres, desè en els 500 i catorzè en els 5.000.
El Quatre anys més tard, als Jocs de Lake Placid, guanyà la medalla de plata en els 5.000 metres del programa de patinatge de velocitat.